# Cefminox
Cefminox (INN) là một loại kháng sinh cephalosporin thế hệ thứ hai.

## Phổ tác dụng
Cefminox là một loại kháng sinh cephalosporin phổ rộng, diệt khuẩn. Nó đặc biệt hiệu quả đối với vi khuẩn gram âm và kỵ khí. Dưới đây biểu thị dữ liệu MIC cho một số vi sinh vật có ý nghĩa về mặt y tế.
- Clostridium difficile: 2 - 4 µg/ ml
- Escherichia coli: 0,125 - 16 µg/ ml
- Pseudomonas aeruginosa: 256 µg/ ml